# دمیرچی سفلی
دمیرچی سفلی روستایی است که در استان اردبیل، شهرستان گرمی، بخش موران، دهستان اجارود شرقی قرار دارد.

## جمعیت
بر اساس سرشماری سال ۱۳۸۵ جمعیت این روستا ۳۹۰ نفر با ۷۲ خانوار بوده‌است.